# Astidamía (hija de Pélope)
En la mitología griega Astidamía (en griego Ἀστυδάμεια Astudámeia) era una de las tres hijas de Pélope e Hipodamía. Algunos autores la denominan como Laónome, hija de Guneo, otros más como Hipónome, hija de Meneceo.
Al igual que sus otras dos hermanas Astidamía casó con uno de los Perseidas: «Alceo, señor comparable a los dioses, hizo esposa fecunda a Astidamía». La Biblioteca nos dice que de esta unión nacieron Anfitrión y dos hijas, Anaxo y Perimede.